# 에미르 스파히치

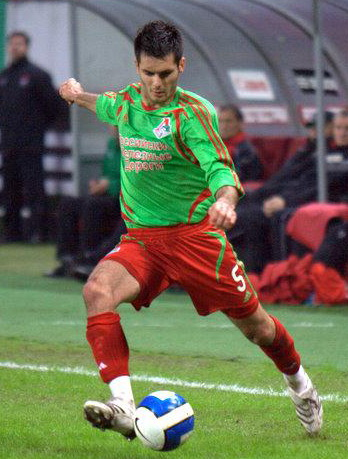

에미르 스파히치(세르보크로아트어: Emir Spahić, 1980년 8월 18일 ~ )는 현역 시절 센터백으로 활약했던 크로아티아 출생 보스니아 헤르체고비나의 전직 축구 선수로 보스니아 헤르체고비나 축구 대표팀의 주장을 역임했으며 현재 보스니아 헤르체고비나 대표팀의 스포츠 디렉터로 활동 중이다.
세비야에서 뛰기 이전에는 크로아티아의 NK 자그레브, 러시아의 로코모티프 모스크바, 토르페도 모스크바, 신니크 야로슬라블, 프랑스의 몽펠리에 HSC에서 활약한 바 있다.
보스니아 헤르체고비나 대표팀에는 2000년에 발탁돼, 현재 팀의 주장을 맡고 있다. 2006년 2월 28일 독일 도르트문트 베스트팔렌 경기장에서 열린 일본 전에서 대표팀에서의 첫 골을 넣었으며, 경기는 2-2 무승부로 끝났다. 대표팀에서의 두 번째 골은 아르메니아 전에서 나왔다.
크로아티아인 아버지와 보스니아인 어머니 사이에서 태어났으며, 남동생 알렌 스파히치 (Alen Spahić) 도 축구 선수로 뛰었다.